# القوز (المهرة)

تعديل مصدري - تعديل

القوز هي إحدى قرى مديرية المسيلة التابعة لمحافظة المهرة، بلغ تعداد سكانها 24 نسمة حسب تعداد اليمن لعام 2004.